# Souls in Bondage (film 1916)
Souls in Bondage è un film muto del 1916 diretto da Edgar Lewis.

## Produzione
Il film fu prodotto dalla Lubin Manufacturing Company.

## Distribuzione
Distribuito dalla V-L-S-E, il film venne distribuito nelle sale statunitensi il 31 gennaio 1916.